# Puntos del compás

Rosa de los vientos de 32 puntos

Los puntos del compás (también denominados puntos de la brújula) marcan las divisiones en una brújula, que se divide principalmente en las cuatro direcciones cardinales: norte, sur, este y oeste. Estos puntos se subdividen aún más mediante la adición de las cuatro direcciones intercardinales (u ordinales): noreste (NE), sureste (SE), suroeste (SO) y noroeste (NO) para indicar los ocho vientos principales. En el uso meteorológico, se agregan otros puntos intermedios entre las direcciones cardinal e interardinal, como nornoreste (NNE) para dar los dieciséis puntos de una rosa de los vientos.
La división más completa suele contener los treinta y dos puntos de la brújula del navegante, que agrega puntos como norte por este (NxE;  NbE en inglés) entre norte y norte-noreste, y noreste por norte (NExN; NEbN) entre el norte-noreste y el noreste. Un punto de referencia permite hacer referencia a un curso específico (o acimut ) de manera coloquial, sin tener que calcular o recordar grados. 
La tradición náutica europea retuvo el término "un punto" para describir 1/32 de un círculo en frases tales como "dos puntos a estribor". A mediados del siglo XVIII, el sistema de 32 puntos se amplió con medios y cuartos de punto para permitir diferenciar 128 direcciones.

## Puntos del compás
Los nombres de las direcciones de los puntos de la brújula siguen estas reglas: 

### Rosa de los vientos de 8 puntos
- Las cuatro direcciones cardinales son norte (N), este (E), sur (S), oeste (O), formando ángulos de 90° en la brújula.
- Las cuatro direcciones intercardinales (u ordinales) se forman dividiendo el ángulo de los vientos cardinales: noreste (NE), sureste (SE), suroeste (SO) y noroeste (NO). En español y en algunos otros idiomas, pero no en todos, el nombre de cada intercardinal es simplemente una combinación de los cardenales que biseca; la secuencia puede variar según el idioma:[4][5][6][7][8][9][10][11]
  - En búlgaro, catalán, checo, danés, holandés, inglés, esperanto, francés, gallego, alemán, griego, húngaro, Ido, japonés, macedonio, noruego (Bokmål), noruego (Nynorsk), polaco, portugués, romanche, ruso, serbocroata, español y sueco, la parte que significa norte o sur precede a la parte que significa este u oeste.
  - En chino y menos comúnmente en japonés, la parte que significa este u oeste precede a la parte que significa norte o sur.
  - En coreano, el orden varía: 
    - 북동 (bukdong) (北 東, o noreste)
    - 동남 (dongnam) (東南, o estesur)
    - 서남 (seonam) (西南, u oestesur)
    - 북서 (bukseo) (北 西, o noroeste)

  - En estonio, finlandés y telugu, los intercardinales usan diferentes palabras que los cardinales.
- Los ocho vientos principales son los cuatro cardinales y los cuatro intercardinales que se consideran juntos, es decir: N, NE, E, SE, S, SO, O, NO. Cada viento principal está a 45° de sus dos vecinos. Los vientos principales forman la brújula básica o rosa de 8 vientos.

### Rosa de los vientos de 16 puntos
- Los ocho semivientos son los puntos de dirección obtenidos al dividir en dos los ángulos entre los vientos principales. Los vientos medios son norte-noreste (NNE), este-noreste (ENE), este-sureste (ESE), sur-sureste (SSE), sur-suroeste (SSO), oeste-suroeste (OSO), oeste-noroeste (ONO) y norte-noroeste (NNO). El nombre de cada medio viento se construye combinando los nombres de los vientos principales a cada lado, con el viento cardinal primero y el segundo viento intercardinal.
- Los ocho vientos principales y los ocho medios vientos juntos forman la brújula con rosa de 16 vientos, con cada punto de la brújula en un  ángulo de  22 1/2° desde sus dos vecinos.

Rosa de los vientos de 32 puntos

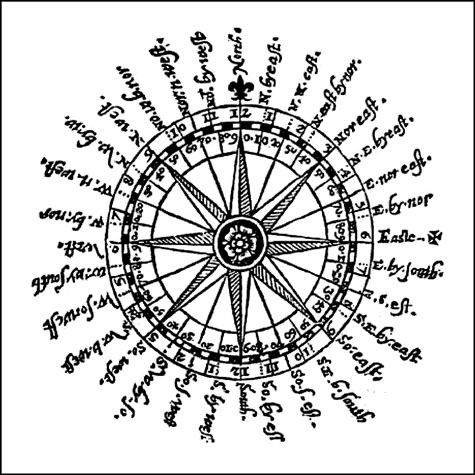
Tarjeta con la brújula de 32 vientos y sus nombres en inglés

### Rosa de los vientos de 32 puntos
- Todos los puntos en la rosa de los vientos de 16 vientos (arriba) más los dieciséis vientos de cuarto (enumerados a continuación) forman la rosa de los vientos de 32 puntos.
- Los dieciséis cuartos de viento son los puntos de dirección obtenidos al dividir en dos los ángulos entre los puntos en la rosa de los vientos de 16 puntos. Los cuartos de viento son: (en el primer cuadrante) norte por este (NxE), noreste por norte (NExN), noreste por este (NExE) y este por norte (ExN); (en el segundo cuadrante) este por sur (ExS), sureste por este (SExE), sureste por sur (SExS) y sur por este (SxE); (en el tercer cuadrante) sur a oeste (SxO), suroeste a sur (SOxS), suroeste a oeste (SOxO), y oeste a sur (OxS); (en el cuarto cuadrante) oeste por norte (OxN), noroeste por oeste (NOxO), noroeste por norte (NOxN) y norte por oeste (NxO).[12][13]
- El nombre de un cuarto de viento es "X por Y", donde X es un viento principal e Y es un viento cardinal. Como recurso mnemotécnico, es útil pensar en "X por Y" como un atajo para la frase "un cuarto de viento de X hacia Y", donde un "cuarto" es  11 1/4°, X es el viento principal más cercano e Y es el siguiente viento cardinal (más distante). Así, por ejemplo, "noreste por este" significa "un cuarto desde el NE hacia el E", "suroeste por sur" significa "un cuarto desde el SO hacia el S", etc.

En resumen, la brújula con rosa de los vientos de 32 puntos se genera a partir de los ocho vientos principales, los ocho medios de viento y los dieciséis cuartos de viento combinados juntos, con cada punto de dirección de la brújula en un ángulo de  11 1/4° a partir del siguiente. 
En un ejercicio clásico de los marinos sobre la brújula de marear, se deben nombrar consecutivamente los treinta y dos puntos de la brújula en el sentido de las agujas del reloj.

## Nombres tradicionales
La brújula  tradicional de ocho vientos (y sus derivados de 16 y 32 puntos) fue inventada por los marinos en el mar Mediterráneo durante la Edad Media (sin ninguna conexión obvia con los doce vientos clásicos de los antiguos griegos y romanos). Los nombres tradicionales de los vientos de los marineros se expresaban en italiano, o más precisamente, en la lengua franca mediterránea italiana, común entre los navegantes de toda la cuenca mediterránea en los siglos XIII y XIV, compuesta principalmente con términos genoveses (ligures), mezclados con expresiones venecianas, sicilianas, provenzales, catalanas y griegas, además de denominaciones árabes. 

Brújula de 32 vientos con nombres tradicionales (y código de color tradicional)

Este patois italiano se usó para designar los nombres de los vientos principales en la rosa de los vientos que se encuentran en los compases de los marineros y en las cartas portulanas de los siglos XIV y XV. Los nombres "tradicionales" de los ocho vientos principales son: 
- (N) - Tramontana
- (NE) - Greco (o Bora en algunas fuentes venecianas)
- (E) - Levante (a veces Oriente )
- (SE) - Scirocco (o Exaloc en catalán) (Siroco)
- (S) - Ostro (o Mezzogiorno en veneciano)
- (SW) - Libeccio (o Garbino, Eissalot en provenzal) (Garbín)
- (W) - Ponente (o Zephyrus en griego) (Poniente o Céfiro)
- (NW) - Maestro (o Mistral en provenzal)

Las variaciones en la ortografía local son mucho más numerosas que las enumeradas, y pueden verse escritos como Tramutana, Gregale, Grecho, Sirocco, Xaloc, Lebeg, Libezo, Leveche, Mezzodi, Migjorn, Magistro o Mestre. Las rosas de brújula tradicionales suelen tener las iniciales T, G, L, S, O, L, P y M en los puntos principales. Las cartas portulanas también codificaron por colores los vientos de la brújula: negro para los ocho vientos principales, verde para los ocho vientos medios y rojo para los dieciséis cuartos de viento. 
Cada nombre de medio viento es simplemente una combinación de los dos vientos principales que biseca, con el nombre más corto por lo general colocado primero, por ejemplo: NNE es "Greco-Tramontana"; ENE es "Greco-Levante"; SSE es "Ostro-Scirocco", etc. Los vientos de un cuarto se expresan con una frase italiana, "Quarto di X verso Y" un cuarto de X hacia Y), o "X al Y" (X a Y) o "X per Y" (X por Y). Estas normas no tienen excepciones; el viento principal más cercano siempre va primero, el más distante segundo. Por ejemplo: el norte por el este es "Quarto di Tramontana verso Greco"; y noreste a norte es "Quarto di Greco verso Tramontana". 

## Brújula de 32 puntos
La siguiente tabla muestra cómo se nombran los 32 puntos de la brújula. 
Cada punto tiene un rango angular de 11.250 grados donde: el azimut medio es la dirección angular horizontal (desde el norte) del rumbo de brújula dado; mínimo es el límite angular inferior del punto de la brújula; y máximo es el límite angular superior del punto de la brújula. 
| N.º | Punto de la brújula | Abreviatura | Punto de viento tradicional        | Mínimo   | Acimut medio | Máximo   |
| --- | ------------------- | ----------- | ---------------------------------- | -------- | ------------ | -------- |
| 0   | Norte               | N           | Tramontana                         | 354.375° | 0.000°       | 5.625°   |
| 1   | Norte por este      | NxE         | Quarto di Tramontana verso Greco   | 5.625°   | 11.250°      | 16.875°  |
| 2   | Norte-noreste       | NNE         | Greco-Tramontana                   | 16.875°  | 22.500°      | 28.125°  |
| 3   | Noreste por norte   | NExN        | Quarto di Greco verso Tramontana   | 28.125°  | 33.750°      | 39.375°  |
| 4   | Noreste             | NE          | Greco                              | 39.375°  | 45.000°      | 50.625°  |
| 5   | Noreste por este    | NExE        | Quarto di Greco verso Levante      | 50.625°  | 56.250°      | 61.875°  |
| 6   | Este-noreste        | ENE         | Greco-levante                      | 61.875°  | 67.500°      | 73.125°  |
| 7   | Este por norte      | ExN         | Quarto di Levante verso Greco      | 73.125°  | 78.750°      | 84.375°  |
| 8   | Este                | E           | Levante                            | 84.375°  | 90.000°      | 95.625°  |
| 9   | Este por sur        | ExS         | Quarto di Levante verso Scirocco   | 95.625°  | 101.250°     | 106.875° |
| 10  | Este-sureste        | ESE         | Levante-Scirocco                   | 106.875° | 112.500°     | 118.125° |
| 11  | Sureste por este    | SExE        | Quarto di Scirocco verso Levante   | 118.125° | 123.750°     | 129.375° |
| 12  | Sureste             | SE          | Scirocco                           | 129.375° | 135.000°     | 140.625° |
| 13  | Sureste por sur     | SExS        | Quarto di Scirocco verso Ostro     | 140.625° | 146.250°     | 151.875° |
| 14  | Sur-sureste         | SSE         | Ostro-Scirocco                     | 151.875° | 157.500°     | 163.125° |
| 15  | Sur por este        | SxE         | Quarto di Ostro verso Scirocco     | 163.125° | 168.750°     | 174.375° |
| 16  | Sur                 | S           | Ostro                              | 174.375° | 180.000°     | 185.625° |
| 17  | Sur por oeste       | SxO         | Quarto di Ostro verso Libeccio     | 185.625° | 191.250°     | 196.875° |
| 18  | Sur-suroeste        | SSO         | Ostro-Libeccio                     | 196.875° | 202.500°     | 208.125° |
| 19  | Suroeste por sur    | SOxS        | Quarto di Libeccio verso Ostro     | 208.125° | 213.750°     | 219.375° |
| 20  | Sur oeste           | SO          | Libeccio                           | 219.375° | 225.000°     | 230.625° |
| 21  | Suroeste por oeste  | SOxO        | Quarto di Libeccio verso Ponente   | 230.625° | 236.250°     | 241.875° |
| 22  | Oeste-suroeste      | OSO         | Ponente-Libeccio                   | 241.875° | 247.500°     | 253.125° |
| 23  | Oeste por sur       | OxS         | Quarto di Ponente verso Libeccio   | 253.125° | 258.750°     | 264.375° |
| 24  | Oeste               | O           | Ponente                            | 264.375° | 270.000°     | 275.625° |
| 25  | Oeste por norte     | OxN         | Quarto di Ponente verso Maestro    | 275.625° | 281.250°     | 286.875° |
| 26  | Oeste-noroeste      | ONO         | Maestro-ponente                    | 286.875° | 292.500°     | 298.125° |
| 27  | Noroeste por oeste  | NOxO        | Quarto di Maestro verso Ponente    | 298.125° | 303.750°     | 309.375° |
| 28  | Noroeste            | NO          | Maestro                            | 309.375° | 315.000°     | 320.625° |
| 29  | Noroeste por norte  | NOxN        | Quarto di Maestro verso Tramontana | 320.625° | 326.250°     | 331.875° |
| 30  | Nornoroeste         | NNO         | Maestro tramontana                 | 331.875° | 337.500°     | 343.125° |
| 31  | Norte por oeste     | NxO         | Quarto di Tramontana verso Maestro | 343.125° | 348.750°     | 354.375° |
| 32  | Norte               | Norte       | Tramontana                         | 354.375° | 360.000°     |          |

## Puntos medios y de cuarto

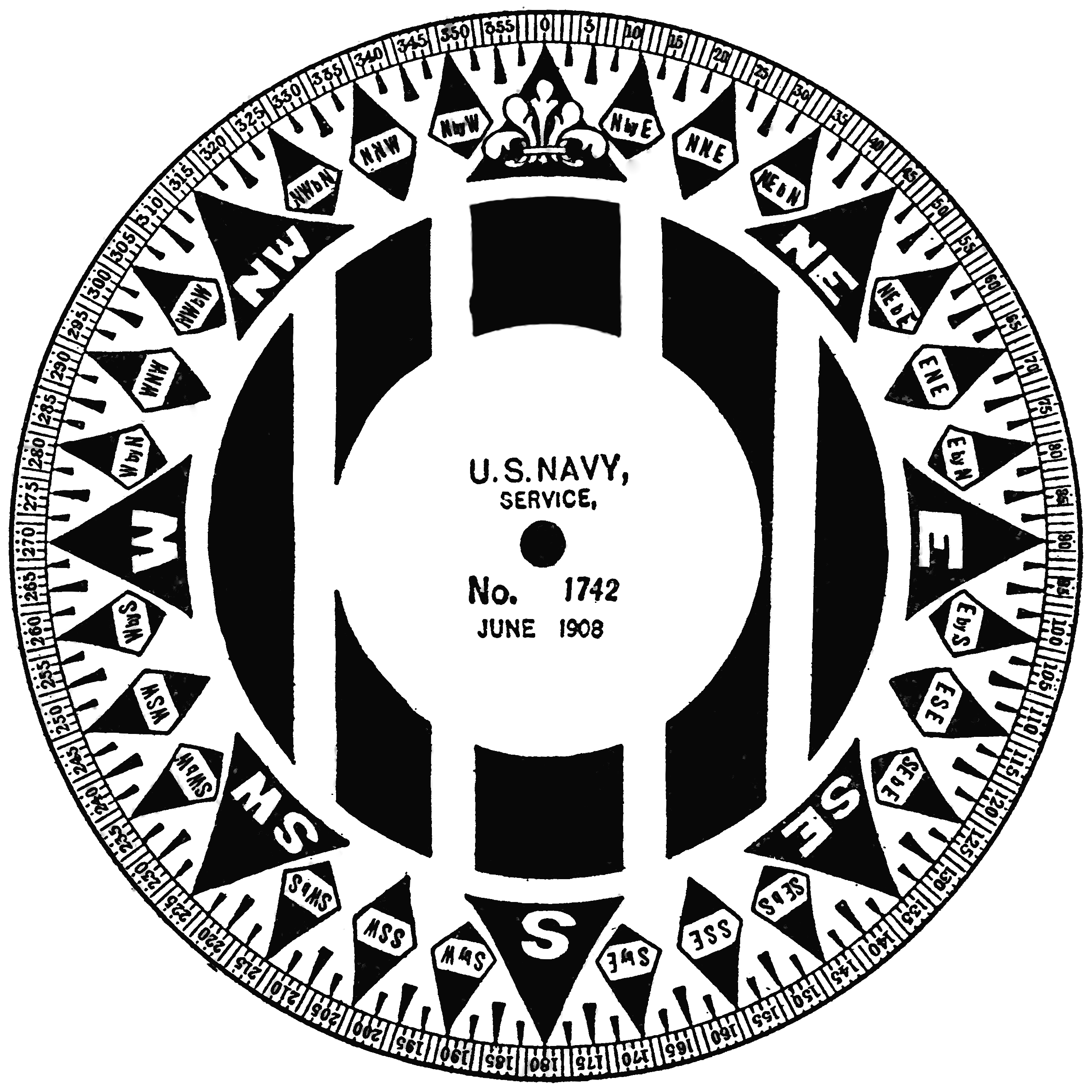
Rosa de los vientos. "American Practical Navigator", 1916

A mediados del siglo XVIII, el sistema de 32 puntos se había ampliado aún más mediante el uso de puntos de medio y cuarto para dar un total de 128 direcciones. Estos puntos fraccionarios se nombran añadiendo, por ejemplo 1/4 al este, medio este, o 3/4 de este al nombre de uno de los 32 puntos. Cada uno de los 96 puntos fraccionarios se puede nombrar de dos maneras, dependiendo de cuál de los dos puntos enteros contiguos se utilice, por ejemplo, N 3/4 E es equivalente a NxE 1/4 N. Cada forma se entiende fácilmente, aunque existen convenciones alternativas desarrolladas en diferentes países y organizaciones. "En la Armada de los Estados Unidos es una costumbre encuadrar desde el norte y el sur hacia el este y el oeste, con la excepción de que las divisiones adyacentes a un punto cardinal o inter-cardinal siempre se refieren a ese punto". La Royal Navy usó la "regla adicional de que los puntos de un cuarto nunca se leyeran desde un punto que comience y termine con la misma letra".
Las rosas de los vientos muy rara vez nombran los puntos fraccionarios y solo muestran marcadores pequeños, sin rotular, como guía para los timoneles. 

### Brújula de 128 direcciones
La siguiente tabla muestra cómo se nombran cada una de las 128 direcciones. Las dos primeras columnas dan el número de puntos y grados en sentido horario desde el norte. La tercera da el rumbo equivalente al grado más cercano desde el norte o el sur hacia el este o el oeste. La columna "Hor" (horario) proporciona los incrementos angulares de los puntos fraccionarios que aumentan en el sentido de las agujas del reloj y "AHor" (antihorario) en sentido contrario a las agujas del reloj. Las últimas tres columnas muestran tres convenciones de denominación comunes: Sin "por" evita el uso de "x" con puntos fraccionarios; "USN" es el sistema utilizado por la Marina de los Estados Unidos; y "RN" es el sistema de la Royal Navy. La codificación de colores muestra si cada uno de los tres sistemas de nombres coincide con la columna "Hor" o "AHor".
| Puntos | Grados       | Azimut  | Hor     | AHor    | Sin "por" | USN     | RN      |
| ------ | ------------ | ------- | ------- | ------- | --------- | ------- | ------- |
| 0      | 000° 00′ 00″ | N       | N       | N       | N         | N       | N       |
| 0014   | 002° 48′ 45″ | N 03° E | N14E    | NxE34N  | N14E      | N14E    | N14E    |
| 0012   | 005° 37′ 30″ | N 06° E | N12E    | NxE12N  | N12E      | N12E    | N12E    |
| 0034   | 008° 26′ 15″ | N 08° E | N34E    | NxE14N  | N34E      | N34E    | N34E    |
| 010    | 011° 15′ 00″ | N 11° E | NxE     | NxE     | NxE       | NxE     | NxE     |
| 014    | 014° 03′ 45″ | N 14° E | NxE14E  | NNE34N  | NNE34N    | NxE14E  | NxE14E  |
| 012    | 016° 52′ 30″ | N 17° E | NxE12E  | NNE12N  | NNE12N    | NxE12E  | NxE12E  |
| 0134   | 019° 41′ 15″ | N 20° E | NxE34E  | NNE14N  | NNE14N    | NxE34E  | NxE34E  |
| 020    | 022° 30′ 00″ | N 23° E | NNE     | NNE     | NNE       | NNE     | NNE     |
| 0214   | 025° 18′ 45″ | N 25° E | NNE14E  | NExN34N | NNE14E    | NNE14E  | NNE14E  |
| 0212   | 028° 07′ 30″ | N 28° E | NNE12E  | NExN12N | NNE12E    | NNE12E  | NNE12E  |
| 0234   | 030° 56′ 15″ | N 31° E | NNE34E  | NExN14N | NNE34E    | NNE34E  | NNE34E  |
| 030    | 033° 45′ 00″ | N 34° E | NExN    | NExN    | NExN      | NExN    | NExN    |
| 0314   | 036° 33′ 45″ | N 37° E | NExN14E | NE34N   | NE34N     | NE34N   | NE34N   |
| 0312   | 039° 22′ 30″ | N 39° E | NExN12E | NE12N   | NE12N     | NE12N   | NE12N   |
| 034    | 042° 11′ 15″ | N 42° E | NExN34E | NE14N   | NE14N     | NE14N   | NE14N   |
| 040    | 045° 00′ 00″ | N 45° E | NE      | NE      | NE        | NE      | NE      |
| 0414   | 047° 48′ 45″ | N 48° E | NE14E   | NExE34N | NE14E     | NE14E   | NE14E   |
| 0412   | 050° 37′ 30″ | N 51° E | NE12E   | NExE12N | NE12E     | NE12E   | NE12E   |
| 0434   | 053° 26′ 15″ | N 53° E | NE34E   | NExE14N | NE34E     | NE34E   | NE34E   |
| 050    | 056° 15′ 00″ | N 56° E | NExE    | NExE    | NExE      | NExE    | NExE    |
| 0514   | 059° 03′ 45″ | N 59° E | NExE14E | ENE34N  | ENE34N    | NExE14E | NExE14E |
| 0512   | 061° 52′ 30″ | N 62° E | NExE12E | ENE12N  | ENE12N    | NExE12E | NExE12E |
| 0534   | 064° 41′ 15″ | N 65° E | NExE34E | ENE14N  | ENE14N    | NExE34E | NExE34E |
| 060    | 067° 30′ 00″ | N 68° E | ENE     | ENE     | ENE       | ENE     | ENE     |
| 0614   | 070° 18′ 45″ | N 70° E | ENE14E  | ExN34N  | ENE14E    | ENE14E  | ExN34N  |
| 0612   | 073° 07′ 30″ | N 73° E | ENE12E  | ExN12N  | ENE12E    | ENE12E  | ExN12N  |
| 0634   | 075° 56′ 15″ | N 76° E | ENE34E  | ExN14N  | ENE34E    | ENE34E  | ExN14N  |
| 070    | 078° 45′ 00″ | N 79° E | ExN     | ExN     | ExN       | ExN     | ExN     |
| 0714   | 081° 33′ 45″ | N 82° E | ExN14E  | E34N    | E34N      | E34N    | E34N    |
| 0712   | 084° 22′ 30″ | N 84° E | ExN12E  | E12N    | E12N      | E12N    | E12N    |
| 0734   | 087° 11′ 15″ | N 87° E | ExN34E  | E14N    | E14N      | E14N    | E14N    |
| 080    | 090° 00′ 00″ | E       | E       | E       | E         | E       | E       |
| 0814   | 092° 48′ 45″ | S 87° E | E14S    | ExS34E  | E14S      | E14S    | E14S    |
| 0812   | 095° 37′ 30″ | S 84° E | E12S    | ExS12E  | E12S      | E12S    | E12S    |
| 0834   | 098° 26′ 15″ | S 82° E | E34S    | ExS14E  | E34S      | E34S    | E34S    |
| 090    | 101° 15′ 00″ | S 79° E | ExS     | ExS     | ExS       | ExS     | ExS     |
| 0914   | 104° 03′ 45″ | S 76° E | ExS14S  | ESE34E  | ESE34E    | ESE34E  | ExS14S  |
| 0912   | 106° 52′ 30″ | S 73° E | ExS12S  | ESE12E  | ESE12E    | ESE12E  | ExS12S  |
| 0934   | 109° 41′ 15″ | S 70° E | ExS34S  | ESE14E  | ESE14E    | ESE14E  | ExS34S  |
| 100    | 112° 30′ 00″ | S 68° E | ESE     | ESE     | ESE       | ESE     | ESE     |
| 1014   | 115° 18′ 45″ | S 65° E | ESE14S  | SExE34E | ESE14S    | SExE34E | SExE34E |
| 1012   | 118° 07′ 30″ | S 62° E | ESE12S  | SExE12E | ESE12S    | SExE12E | SExE12E |
| 1034   | 120° 56′ 15″ | S 59° E | ESE34S  | SExE14E | ESE34S    | SExE14E | SExE14E |
| 110    | 123° 45′ 00″ | S 56° E | SExE    | SExE    | SExE      | SExE    | SExE    |
| 1114   | 126° 33′ 45″ | S 53° E | SExE14S | SE34E   | SE34E     | SE34E   | SE34E   |
| 1112   | 129° 22′ 30″ | S 51° E | SExE12S | SE12E   | SE12E     | SE12E   | SE12E   |
| 1134   | 132° 11′ 15″ | S 48° E | SExE34S | SE14E   | SE14E     | SE14E   | SE14E   |
| 120    | 135° 00′ 00″ | S 45° E | SE      | SE      | SE        | SE      | SE      |
| 1214   | 137° 48′ 45″ | S 42° E | SE14S   | SExS34E | SE14S     | SE14S   | SE14S   |
| 1212   | 140° 37′ 30″ | S 39° E | SE12S   | SExS12E | SE12S     | SE12S   | SE12S   |
| 1234   | 143° 26′ 15″ | S 37° E | SE34S   | SExS14E | SE34S     | SE34S   | SE34S   |
| 130    | 146° 15′ 00″ | S 34° E | SExS    | SExS    | SExS      | SExS    | SExS    |
| 1314   | 149° 03′ 45″ | S 31° E | SExS14S | SSE34E  | SSE34E    | SSE34E  | SSE34E  |
| 1312   | 151° 52′ 30″ | S 28° E | SExS12S | SSE12E  | SSE12E    | SSE12E  | SSE12E  |
| 1334   | 154° 41′ 15″ | S 25° E | SExS34S | SSE14E  | SSE14E    | SSE14E  | SSE14E  |
| 140    | 157° 30′ 00″ | S 23° E | SSE     | SSE     | SSE       | SSE     | SSE     |
| 1414   | 160° 18′ 45″ | S 20° E | SSE14S  | SxE34E  | SSE14S    | SxE34E  | SxE34E  |
| 1412   | 163° 07′ 30″ | S 17° E | SSE12S  | SxE12E  | SSE12S    | SxE12E  | SxE12E  |
| 1434   | 165° 56′ 15″ | S 14° E | SSE34S  | SxE14E  | SSE34S    | SxE14E  | SxE14E  |
| 150    | 168° 45′ 00″ | S 11° E | SxE     | SxE     | SxE       | SxE     | SxE     |
| 1514   | 171° 33′ 45″ | S 08° E | SxE14S  | S34E    | S34E      | S34E    | S34E    |
| 1512   | 174° 22′ 30″ | S 06° E | SxE12S  | S12E    | S12E      | S12E    | S12E    |
| 1534   | 177° 11′ 15″ | S 03° E | SxE34S  | S14E    | S14E      | S14E    | S14E    |
| 160    | 180° 00′ 00″ | S       | S       | S       | S         | S       | S       |
| 1614   | 182° 48′ 45″ | S 03° O | S14O    | SxO34S  | S14O      | S14O    | S14O    |
| 1612   | 185° 37′ 30″ | S 06° O | S12O    | SxO12S  | S12O      | S12O    | S12O    |
| 1634   | 188° 26′ 15″ | S 08° O | S34O    | SxO14S  | S34O      | S34O    | S34O    |
| 170    | 191° 15′ 00″ | S 11° O | SxO     | SxO     | SxO       | SxO     | SxO     |
| 1714   | 194° 03′ 45″ | S 14° O | SxO14O  | SSO34S  | SSO34S    | SxO14O  | SxO14O  |
| 1712   | 196° 52′ 30″ | S 17° O | SxO12O  | SSO12S  | SSO12S    | SxO12O  | SxO12O  |
| 1734   | 199° 41′ 15″ | S 20° O | SxO34O  | SSO14S  | SSO14S    | SxO34O  | SxO34O  |
| 180    | 202° 30′ 00″ | S 23° O | SSO     | SSO     | SSO       | SSO     | SSO     |
| 1814   | 205° 18′ 45″ | S 25° O | SSO14O  | SOxS34S | SSO14O    | SSO14O  | SSO14O  |
| 1812   | 208° 07′ 30″ | S 28° O | SSO12O  | SOxS12S | SSO12O    | SSO12O  | SSO12O  |
| 1834   | 210° 56′ 15″ | S 31° O | SSO34O  | SOxS14S | SSO34O    | SSO34O  | SSO34O  |
| 190    | 213° 45′ 00″ | S 34° O | SOxS    | SOxS    | SOxS      | SOxS    | SOxS    |
| 1914   | 216° 33′ 45″ | S 37° O | SOxS14O | SO34S   | SO34S     | SO34S   | SO34S   |
| 1912   | 219° 22′ 30″ | S 39° O | SOxS12O | SO12S   | SO12S     | SO12S   | SO12S   |
| 1934   | 222° 11′ 15″ | S 42° O | SOxS34O | SO14S   | SO14S     | SO14S   | SO14S   |
| 200    | 225° 00′ 00″ | S 45° O | SO      | SO      | SO        | SO      | SO      |
| 2014   | 227° 48′ 45″ | S 48° O | SO14O   | SOxO34S | SO14O     | SO14O   | SO14O   |
| 2012   | 230° 37′ 30″ | S 51° O | SO12O   | SOxO12S | SO12O     | SO12O   | SO12O   |
| 2034   | 233° 26′ 15″ | S 53° O | SO34O   | SOxO14S | SO34O     | SO34O   | SO34O   |
| 210    | 236° 15′ 00″ | S 56° O | SOxO    | SOxO    | SOxO      | SOxO    | SOxO    |
| 2114   | 239° 03′ 45″ | S 59° O | SOxO14O | OSO34S  | OSO34S    | SOxO14O | SOxO14O |
| 2112   | 241° 52′ 30″ | S 62° O | SOxO12O | OSO12S  | OSO12S    | SOxO12O | SOxO12O |
| 2134   | 244° 41′ 15″ | S 65° O | SOxO34O | OSO14S  | OSO14S    | SOxO34O | SOxO34O |
| 220    | 247° 30′ 00″ | S 68° O | OSO     | OSO     | OSO       | OSO     | OSO     |
| 2214   | 250° 18′ 45″ | S 70° O | OSO14O  | OxS34S  | OSO14O    | OSO14O  | OxS34S  |
| 2212   | 253° 07′ 30″ | S 73° O | OSO12O  | OxS12S  | OSO12O    | OSO12O  | OxS12S  |
| 2234   | 255° 56′ 15″ | S 76° O | OSO34O  | OxS14S  | OSO34O    | OSO34O  | OxS14S  |
| 230    | 258° 45′ 00″ | S 79° O | OxS     | OxS     | OxS       | OxS     | OxS     |
| 2314   | 261° 33′ 45″ | S 82° O | OxS14O  | O34S    | O34S      | O34S    | O34S    |
| 2312   | 264° 22′ 30″ | S 84° O | OxS12O  | O12S    | O12S      | O12S    | O12S    |
| 2334   | 267° 11′ 15″ | S 87° O | OxS34O  | O14S    | O14S      | O14S    | O14S    |
| 240    | 270° 00′ 00″ | O       | O       | O       | O         | O       | O       |
| 2414   | 272° 48′ 45″ | N 87° O | O14N    | OxN34O  | O14N      | O14N    | O14N    |
| 2412   | 275° 37′ 30″ | N 84° O | O12N    | OxN12O  | O12N      | O12N    | O12N    |
| 2434   | 278° 26′ 15″ | N 82° O | O34N    | OxN14O  | O34N      | O34N    | O34N    |
| 250    | 281° 15′ 00″ | N 79° O | OxN     | OxN     | OxN       | OxN     | OxN     |
| 2514   | 284° 03′ 45″ | N 76° O | OxN14N  | ONO34O  | ONO34O    | ONO34O  | OxN14N  |
| 2512   | 286° 52′ 30″ | N 73° O | OxN12N  | ONO12O  | ONO12O    | ONO12O  | OxN12N  |
| 2534   | 289° 41′ 15″ | N 70° O | OxN34N  | ONO14O  | ONO14O    | ONO14O  | OxN34N  |
| 260    | 292° 30′ 00″ | N 68° O | ONO     | ONO     | ONO       | ONO     | ONO     |
| 2614   | 295° 18′ 45″ | N 65° O | ONO14N  | NOxO34O | ONO14N    | NOxO34O | NOxO34O |
| 2612   | 298° 07′ 30″ | N 62° O | ONO12N  | NOxO12O | ONO12N    | NOxO12O | NOxO12O |
| 2634   | 300° 56′ 15″ | N 59° O | ONO34N  | NOxO14O | ONO34N    | NOxO14O | NOxO14O |
| 270    | 303° 45′ 00″ | N 56° O | NOxO    | NOxO    | NOxO      | NOxO    | NOxO    |
| 2714   | 306° 33′ 45″ | N 53° O | NOxO14N | NO34O   | NO34O     | NO34O   | NO34O   |
| 2712   | 309° 22′ 30″ | N 51° O | NOxO12N | NO12O   | NO12O     | NO12O   | NO12O   |
| 2734   | 312° 11′ 15″ | N 48° O | NOxO34N | NO14O   | NO14O     | NO14O   | NO14O   |
| 280    | 315° 00′ 00″ | N 45° O | NO      | NO      | NO        | NO      | NO      |
| 2814   | 317° 48′ 45″ | N 42° O | NO14N   | NOxN34O | NO14N     | NO14N   | NO14N   |
| 2812   | 320° 37′ 30″ | N 39° O | NO12N   | NOxN12O | NO12N     | NO12N   | NO12N   |
| 2834   | 323° 26′ 15″ | N 37° O | NO34N   | NOxN14O | NO34N     | NO34N   | NO34N   |
| 290    | 326° 15′ 00″ | N 34° O | NOxN    | NOxN    | NOxN      | NOxN    | NOxN    |
| 2914   | 329° 03′ 45″ | N 31° O | NOxN14N | NNO34O  | NNO34O    | NNO34O  | NNO34O  |
| 2912   | 331° 52′ 30″ | N 28° O | NOxN12N | NNO12O  | NNO12O    | NNO12O  | NNO12O  |
| 2934   | 334° 41′ 15″ | N 25° O | NOxN34N | NNO14O  | NNO14O    | NNO14O  | NNO14O  |
| 300    | 337° 30′ 00″ | N 23° O | NNO     | NNO     | NNO       | NNO     | NNO     |
| 3014   | 340° 18′ 45″ | N 20° O | NNO14N  | NxO34O  | NNO14N    | NxO34O  | NxO34O  |
| 3012   | 343° 07′ 30″ | N 17° O | NNO12N  | NxO12O  | NNO12N    | NxO12O  | NxO12O  |
| 3034   | 345° 56′ 15″ | N 14° O | NNO34N  | NxO14O  | NNO34N    | NxO14O  | NxO14O  |
| 310    | 348° 45′ 00″ | N 11° O | NxO     | NxO     | NxO       | NxO     | NxO     |
| 3114   | 351° 33′ 45″ | N 08° O | NxO14N  | N34O    | N34O      | N34O    | N34O    |
| 3112   | 354° 22′ 30″ | N 06° O | NxO12N  | N12O    | N12O      | N12O    | N12O    |
| 3134   | 357° 11′ 15″ | N 03° O | NxO34N  | N14O    | N14O      | N14O    | N14O    |
| 320    | 360° 00′ 00″ | N       | N       | N       | N         | N       | N       |

## Conversión de ángulos comunes
| Revolución     | Radian  | Radian  | Radian        | Grado sexagesimal | Gradián | Miliradián  | Miliradián  | Miliradián      | Puntos del compás |
| -------------- | ------- | ------- | ------------- | ----------------- | ------- | ----------- | ----------- | --------------- | ----------------- |
| 0 de circulo   | 0 rad   | 0 rad   | 0 rad         | 0°                | 0g      | 0 mrad      | 0 mrad      | 0 mrad          | 0 pt              |
| 172 de circulo | π36 rad | 𝜏72 rad | ≈ 0,08727 rad | 5°                | 509g    | 250π9 mrad  | 125𝜏9 mrad  | ≈ 87,266 mrad   | 49 pt             |
| 124 de circulo | π12 rad | 𝜏24 rad | ≈ 0,2618 rad  | 15°               | 503g    | 250π3 mrad  | 125𝜏3 mrad  | ≈ 261,799 mrad  | 43 pt             |
| 116 de circulo | π8 rad  | 𝜏16 rad | ≈ 0,3927 rad  | 22,5° o 22°30′    | 25g     | 125π mrad   | 125𝜏2 mrad  | ≈ 392,699 mrad  | 2 pt              |
| 112 de circulo | π6 rad  | 𝜏12 rad | ≈ 0,5236 rad  | 30°               | 1003g   | 500π3 mrad  | 250𝜏3 mrad  | ≈ 523,599 mrad  | 83 pt             |
| 110 de circulo | π5 rad  | 𝜏10 rad | ≈ 0,6283 rad  | 36°               | 40g     | 200π mrad   | 100𝜏 mrad   | ≈ 628,319 mrad  | 165 pt            |
| 18 de circulo  | π4 rad  | 𝜏8 rad  | ≈ 0,7854 rad  | 45°               | 50g     | 250π mrad   | 125𝜏 mrad   | ≈ 785,398 mrad  | 4 pt              |
| 12π de circulo | 1 rad   | 1 rad   | 1 rad         | 180π°             | 200πg   | 1000 mrad   | 1000 mrad   | 1000 mrad       | 16π pt            |
| 16 de circulo  | π3 rad  | 𝜏6 rad  | ≈ 1,047 rad   | 60°               | 2003g   | 1000π3 mrad | 500𝜏3 mrad  | ≈ 1047,198 mrad | 163 pt            |
| 15 de circulo  | 2π5 rad | 𝜏5 rad  | ≈ 1,257 rad   | 72°               | 80g     | 400π mrad   | 200𝜏 mrad   | ≈ 1256,637 mrad | 325 pt            |
| 14 de circulo  | π2 rad  | 𝜏4 rad  | ≈ 1,571 rad   | 90°               | 100g    | 500π mrad   | 250𝜏 mrad   | ≈ 1570,796 mrad | 8 pt              |
| 13 de circulo  | 2π3 rad | 𝜏3 rad  | ≈ 2,094 rad   | 120°              | 4003g   | 2000π3 mrad | 1000𝜏3 mrad | ≈ 2094,395 mrad | 323 pt            |
| 25 de circulo  | 4π5 rad | 2𝜏5 rad | ≈ 2,513 rad   | 144°              | 160g    | 800π mrad   | 400𝜏 mrad   | ≈ 2513,274 mrad | 645 pt            |
| 12 de circulo  | π rad   | 𝜏2 rad  | ≈ 3,142 rad   | 180°              | 200g    | 1000π mrad  | 500𝜏 mrad   | ≈ 3141,593 mrad | 16 pt             |
| 34 de circulo  | 3π2 rad | 3𝜏4 rad | ≈ 4,712 rad   | 270°              | 300g    | 1500π mrad  | 750𝜏 mrad   | ≈ 4712,389 mrad | 24 pt             |
| 1 circulo      | 2π rad  | 𝜏 rad   | ≈ 6,283 rad   | 360°              | 400g    | 2000π mrad  | 1000𝜏 mrad  | ≈ 6283,185 mrad | 32 pt             |

1. ↑  En esta tabla, 𝜏 equivale a 2π.